# Savatage
(Criss Oliva)
I Savatage sono un gruppo heavy metal statunitense fondato in Florida dai fratelli Jon e Criss Oliva.
La band, una volta raggiunto un notevole successo con gli album Hall of the Mountain King, Gutter Ballet e Streets: A Rock Opera (questi ultimi due capisaldi del genere sinfonico) dovette subire un gran numero di cambi di formazione; nonché la tragica scomparsa in un incidente stradale di Criss Oliva nel 1993.
Jon Oliva, assieme al produttore Paul O'Neill, fece continuare la band, in memoria del fratello scomparso, fino al 2002 quando, senza mai annunciare alcuno scioglimento formale, ogni attività venne indefinitamente cessata, fino al 2 agosto 2014, data dell'annuncio di una reunion in occasione del Wacken Open Air 2015.
I componenti del gruppo hanno dato vita ad innumerevoli progetti, tra i quali spiccano per importanza i nomi delle band Jon Oliva's Pain, Trans-Siberian Orchestra, Circle II Circle e Doctor Butcher.

## Storia del gruppo

### Gli esordi (1975-1983)
Il primo abbozzo del futuro progetto Savatage vide luce a cavallo tra gli anni settanta e ottanta (secondo alcuni più precisamente nel 1975) quando i fratelli Jon e Criss Oliva, provenienti da una famiglia di musicisti, il primo abile con basso, tastiere e voce ed il secondo con la chitarra, formarono in Florida una band di nome Metropolis, subito dedita alla riproposizione di cover di artisti come Kiss, Black Sabbath e Deep Purple.
I Metropolis ebbero, però, vita breve in quanto Jon, stufo di esibirsi solo all'interno di piccoli locali, sciolse nel 1978 il gruppo per fondarne uno nuovo, denominato Avatar, sorto dalle ceneri di due precedenti formazioni, i Tower e gli Alien. Incaricatosi lui stesso delle parti vocali, inserì il fratello alla chitarra affiancato dal batterista Steve Wacholz e dal bassista Keith Collins. Con gli Avatar, gli Oliva, iniziarono ad acquistare notorietà locale, riuscendo anche a far pubblicare due loro canzoni, "Rock me" e "Minus Love", sulla compilation "The YNF Pirate Tape" prodotta dalla radio 95ynf. A questa anonima pubblicazione seguì, nel 1982, la pubblicazione di un EP, intitolato City Beneath a Surface, che presentò un netto cambio di stile portando la band, dall'iniziale hard rock, verso uno spiccato heavy metal.
In breve tempo, il neo-fondato gruppo compose un buon numero di tracce destinate a comparire sull'album d'esordio. All'ultimo giorno utile prima della stampa del disco, però, fu comunicato, a Jon e Criss, che già esisteva un'altra band chiamata Avatar. Si ritrovano, quindi, a dover pensare velocemente ad un nuovo nome e la scelta cadde su Savatage.
(Jon Oliva)

### I primi album (1983-1987)
Fu così che, nel 1983, vide la luce l'album d'esordio dei Savatage, denominato Sirens. Il disco presentò già le basi di quell'heavy metal grintoso e roccioso che si riproporrà ancora nei tempi maturi della formazione. Intanto, le prime legioni (così, da sempre, la band ha soprannominato i suoi fans) poterono seguire i propri beniamini in un tour statunitense nel 1984. Sempre nello stesso anno venne pubblicato un nuovo mini-album, dal titolo The Dungeons are Calling, contenente 6 tracce che inizialmente non trovarono posto in Sirens. Entrambi i dischi furono pubblicati dall'etichetta discografica indipendente Par Records.
La band venne ben presto notata dagli osservatori della Atlantic Records che, nel 1985, offrirono loro un contratto. Inizialmente, vennero ristampati Sirens e The Dungeons Are Calling e, successivamente, prese vita, nello stesso anno, il terzo album Power of the Night. Quest'ultimo si mantenne in linea con i primi due lavori proponendo, però, una miglior resa sonora dovuta al sostanzioso budget stanziato dalla nuova casa discografica che permise, anche, di avvalersi della produzione di Max Norman. Al termine del tour promozionale Keith Collins verrà sostituito dal più esperto Johnny Lee Middleton. Middleton sarà, da questo momento, l'unico membro stabile a rimanere nella band in tutte le sue incarnazioni future.
Quanto fino ad ora prodotto non era però abbastanza per una major come l'Atlantic, che convinse, quindi, gli ancora acerbi Savatage a realizzare un nuovo disco dai suoni più melodici ed adatti all'attuale mercato che faceva del glam metal uno dei suoi capisaldi. Venne così distribuito, nel 1986, l'album Fight for the Rock, una pubblicazione palesemente poco spontanea che fu mal accolto dai fan ed anche dalla band stessa che lo reputò il suo peggior prodotto tanto da rammentarlo, ai giorni nostri, come Fight for the Nightmare. I Savatage riuscirono, comunque, a partire per un tour che li vide affiancarsi a gruppi del calibro di Metallica, Kiss e Motörhead.

### I primi successi (1987-1991)
Avvenne proprio durante la tournée di Fight for the Rock che il produttore discografico Paul O'Neill notò per la prima volta la band ed iniziò con loro una collaborazione che perdurò, anno dopo anno, per tutta l'esistenza dei Savatage. O'Neill fu subito integrato nei lavori del gruppo ed il suo contributo si poté già ascoltare ampiamente nel nuovo album, Hall of the Mountain King, pubblicato nel 1987. Questo disco, dopo il passo falso di Fight for the Rock, riportò i Savatage a connotati stilistici simili agli esordi, introducendo anche un nuovo sound basato su primi abbozzi di tracce strumentali sinfoniche, fortemente influenzate proprio dal loro nuovo produttore. O'Neill, inoltre, contribuì anche alla stesura di buona parte dei testi, dando loro un maggior impianto lirico e concettuale. L'omonima traccia Hall of the Mountain King divenne anche il primo videoclip girato dalla band ed il trampolino di lancio per un tour al fianco di Ronnie James Dio e Megadeth.
L'album successivo fu Gutter Ballet, pubblicato nel 1989, che può essere considerato il vero punto di svolta del gruppo. Originariamente chiamato Temptation Revelation, assunse nuova denominazione quando, poco prima che fossero finite le registrazioni, Jon andò a vedere Il Fantasma dell'Opera in un teatro di Toronto. Fortemente ispirato da ciò che aveva visto, compose quella che poi diventerà la "title track" del nuovo album, ovvero il brano Gutter Ballet, pubblicata anche come singolo e videoclip, al pari della ballata When the Crowds are Gone. Entrambe le tracce, nonché l'intero album, presentarono, quindi, un incremento delle aperture melodiche, progressive ed operistiche, che divennero le caratteristiche del sound dei Savatage anche per gli anni a venire.
Sia Gutter Ballet che When the Crowds are Gone, inizialmente, furono canzoni pensate per il disco successivo ma la band non volle aspettare scartandone, quindi, diverse altre già pronte per includerle. Tali canzoni scartate saranno successivamente inserite, come bonus tracks, nelle ristampe di Sirens e The Dungeons Are Calling del 2002.
A seguito dell'uscita di Gutter Ballet fece l'esordio ufficiale nella formazione il chitarrista Chris Caffery che, fan e amico di alcuni componenti, venne ingaggiato per suonare dal vivo con la band. Caffery aveva già svolto il ruolo di chitarrista ritmico da dietro le quinte nel tour di Hall of the Mountain King e, benché non abbia partecipato alle registrazioni dell'album Gutter Ballet, compare lo stesso nelle foto all'interno del disco a titolo di benvenuto (come indicato nelle note di retro-copertina).

### Streets ed i problemi di Jon Oliva (1991-1993)
I Savatage, ormai maturati musicalmente grazie anche alla sinergia instauratasi con Paul O'Neill, nel 1991 decidono di pubblicare la loro prima rock opera, intitolata Streets: A Rock Opera. L'album, privo della presenza di Caffery che aveva lasciato la formazione al termine della precedente tournée, è un concept basato su un vecchio scritto di Paul O'Neill, ritrovato da Criss Oliva a casa del produttore, che narra la storia di una rockstar immaginaria di nome D.T. Jesus e della sua carriera proficua ma difficoltosa a causa delle dipendenze della droga. È da considerarsi una casualità che, all'epoca della pubblicazione, la vita del cantante Jon Oliva rispecchiasse proprio il personaggio di DT Jesus.
Streets: A Rock Opera è, tutt'oggi, indicato come un punto di riferimento ed uno dei migliori album all'interno della discografia della band.
Per evitare complicazioni e non ostacolare il prosieguo della carriera della band, Jon decise di abbandonare il ruolo di cantante per dedicarsi unicamente alle tastiere da studio ed al ruolo di compositore. Non partecipò al tour di Edge of Thorns, per il quale venne ingaggiato un turnista come tastierista, e formò con Chris Caffery il progetto parallelo Doctor Butcher nel quale, comunque, continuò a cantare in prima persona.
Una delle priorità dell'epoca di Jon divenne il progetto Romanov, un musical per Broadway composto a quattro mani con Paul O'Neill, ma mai pubblicato. Suddetto musical poterebbe finalmente vedere la luce, nel 2015, realizzato come album della Trans-Siberian Orchestra.
Il 13 giugno 1992, al Rock-It Club di Tampa, venne tenuto il concerto di addio di Jon Oliva dove ben 28 canzoni furono suonate per ripercorrere la sua carriera nella band fino a quel momento. Lo show non venne registrato per alcun tipo di live album.

### Un nuovo cantante e la morte di Criss Oliva (1993-1994)
Fu così che come nuovo cantante i fratelli Oliva scelsero il giovane Zak Stevens, che esordì nel 1993 con l'album Edge of Thorns. Il disco, incentrato sullo stile chitarristico di Criss Oliva, fu ideato per adattarsi alla nuova voce e presentò un suono in parte differente rispetto a Streets ma comunque molto valido. Per le canzoni Edge of Thorns e Sleep vennero girati anche dei videoclip. Il parziale abbandono di Jon non sembrava, quindi, aver minato in alcun modo l'ascesa del gruppo che, per la prima volta, vide crescere anche la propria presenza nelle trasmissioni radiofoniche.
Nella notte del 17 ottobre 1993, Criss Oliva, che stava tornando con la moglie Dawn da un festival in Florida, perse tragicamente la vita in un incidente stradale. La ricostruzione dell'incidente dimostrò la totale innocenza del chitarrista. A causare la tragedia fu infatti un camionista ubriaco che, in marcia nella corsia opposta a quella di Criss, tentò di sorpassare una vettura davanti a lui, senza notare la presenza della Mazda del musicista. L'urto frontale uccise Criss sul colpo, mentre la moglie riportò gravissime ferite che ne minarono la salute fisica e psicologica fino alla prematura morte nel 2005.
Jon, facendo anche fede a un'antica promessa fatta col fratello (il patto diceva che se uno dei due non avesse più potuto suonare nel gruppo, allora l'altro avrebbe dovuto mantenere vivo il progetto), decise di non sciogliere la band.

### La rinascita (1994-1995)

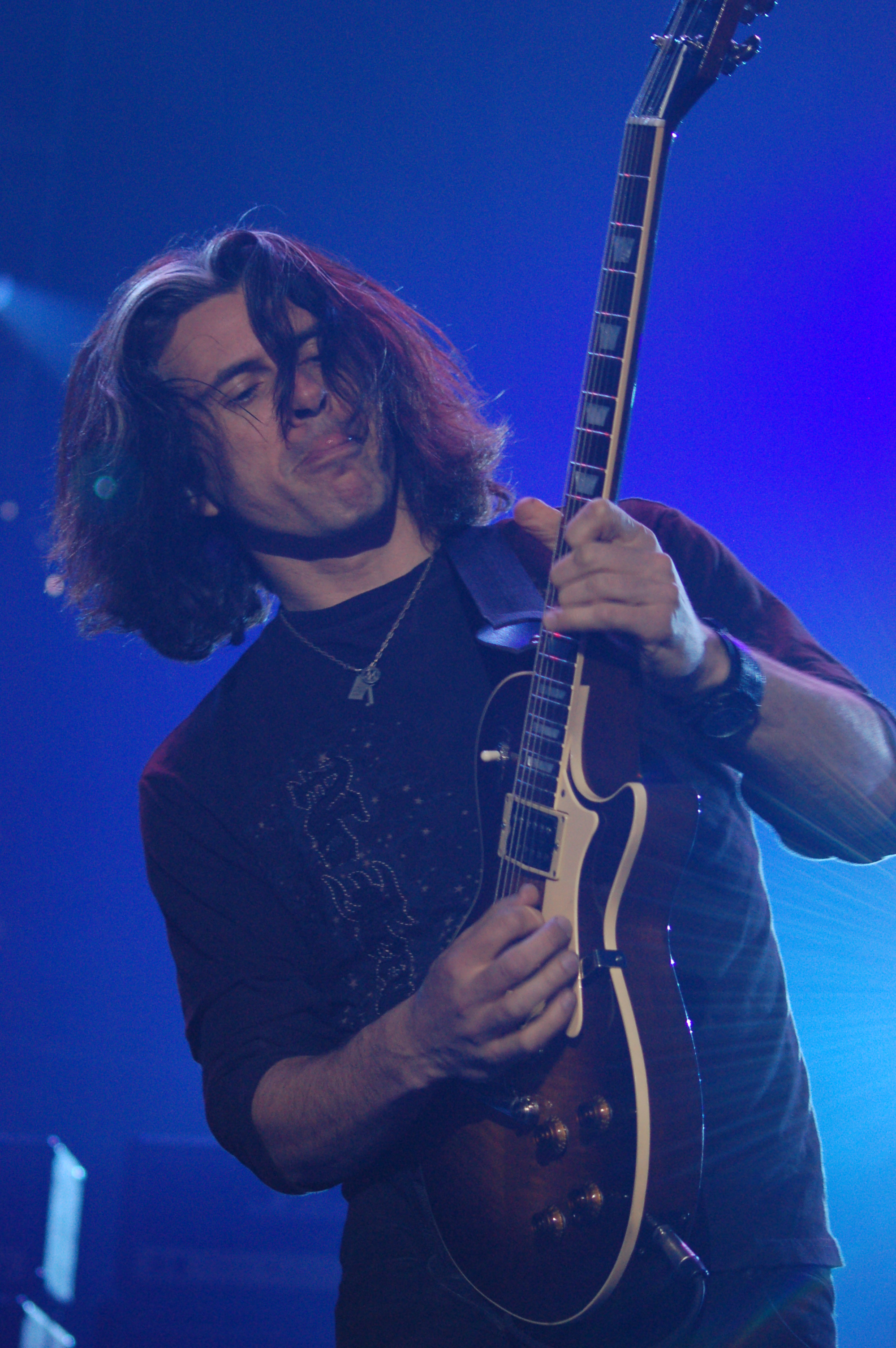
Alex Skolnick

Ecco, allora, che Jon entrò nuovamente in studio per comporre una serie di canzoni, interamente suonate da lui fatta eccezione per gli assoli per i quali fu assunto Alex Skolnick (ex-Testament) e le parti vocali ancora una volta eseguite da Zachary Stevens. Tali canzoni andarono a formare, nel 1994, l'album Handful of Rain che presenta molti pezzi interessanti, tra i quali spiccano per importanza Chance, primo esperimento di quei cori e voci multiple che caratterizzeranno il futuro del gruppo, Castles Burning, che parla di Giovanni Falcone, ed Alone you Breathe dedicata a Criss. Una versione di Alone you Breathe, cantata da Jon Oliva, fu successivamente pubblicata, nelle ristampe del catalogo della band negli anni 2000, come bonus track acustica.
Wacholz ormai stanco lasciò la band, venendo sostituito dal batterista Jeff Plate, mentre, benché accreditati, gli altri componenti non suonarono nell'album.
Al tour mondiale che seguì, si unì anche Jon Oliva come tastierista (e seconda voce solo per la traccia Gutter Ballet) e venne registrato un concerto pubblicato, sia in versione audio che video, col titolo Japan Live '94. Benché sia la prima release dal vivo dei Savatage, l'album include prevalentemente brani estratti degli album Edge of Thorns e Handful of Rain mentre l'esecuzione di Chance è solo parziale omettendo quindi la caratteristica sezione corale finale. Alcuni pezzi presenti nella versione video, inoltre, non sono stati inclusi in quella in CD.
Terminato il tour Skolnick, contestato dai fan per aver cambiato in modo radicale gli assoli di Criss Oliva, venne definitivamente sostituito da Chris Caffery richiamato nella band probabilmente perché aveva già temporaneamente collaborato durante il tour di Gutter Ballet. Dopo poco fu anche ingaggiato un secondo chitarrista, Al Pitrelli, portando così la formazione per la prima volta a sei componenti.

### Il periodo sinfonico (1995-1998)

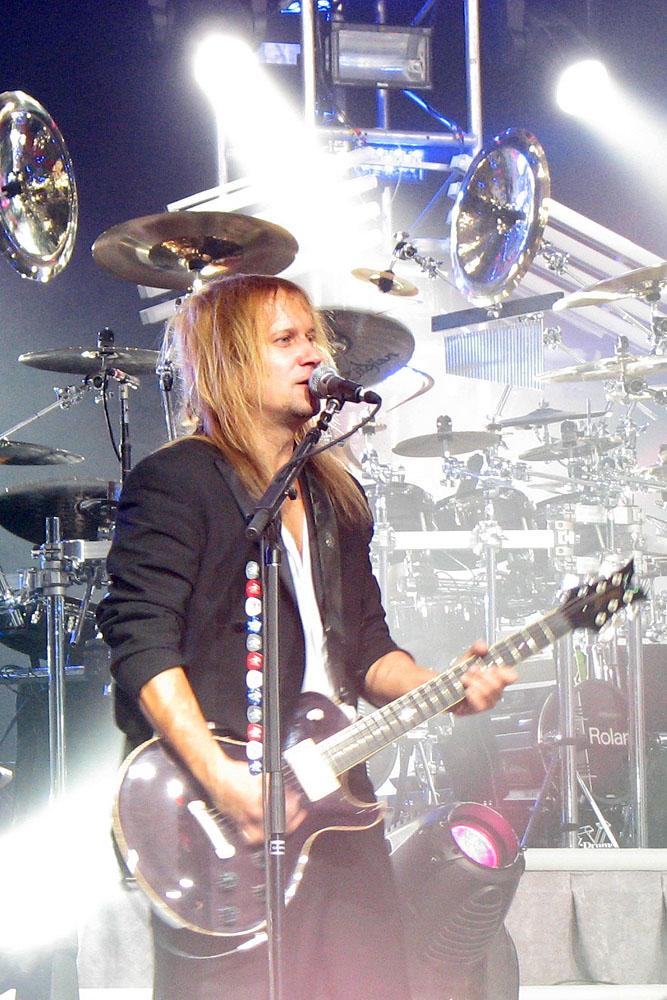
Chris Caffery

Nel 1995 vide la luce la seconda rock opera del gruppo, Dead Winter Dead, un progetto più ambizioso del suo predecessore Streets. Il nuovo disco, incentrato sulla Guerra in Bosnia ed Erzegovina, racconta infatti la storia di tre persone di diverse etnie i cui destini si ritrovarono intrecciati negli orrori della guerra, presentando forti frasi di denuncia nei confronti del conflitto. L'album si avvale anche, per due canzoni, del cantato di Jon Oliva, fatto che mancava al gruppo dal 1991, mentre il brano strumentale Christmas Eve - Sarajevo 12/24 divenne un grande successo negli Stati Uniti al punto che, dopo il tour, i membri del gruppo si dedicarono ad un nuovo progetto orchestrale, nato da un'idea di Paul O'Neill, denominato Trans-Siberian Orchestra, orientato su un rock sinfonico a tema prevalentemente natalizio.
Sono di questi anni anche le pubblicazioni dell'album live Final Bell/Ghost in the Ruins (doppia pubblicazione), testimonianza dal vivo degli anni in cui Criss Oliva suonava con la band, e le raccolte From the Gutter to the Stage e The Best and the Rest.
Il nuovo album dei Savatage, denominato The Wake of Magellan, fu, invece, registrato tra il 1997 e il 1998. Il disco, sulla falsariga del predecessore, trattò sotto forma di rock-opera molti temi, tra i quali il valore della vita, il suicidio e l'abuso di droga, e presentò anche eventi di cronaca reale come l'incidente di Maersk Dubai e l'omicidio di Veronica Guerin, mischiandoli assieme in una storia, ideata dal solito O'Neill, con protagonista un anziano discendente di Ferdinando Magellano che decide di andare alla ricerca di un'avventurosa morte navigando nell'oceano verso una tempesta.

### Gli ultimi anni (1998-2002)

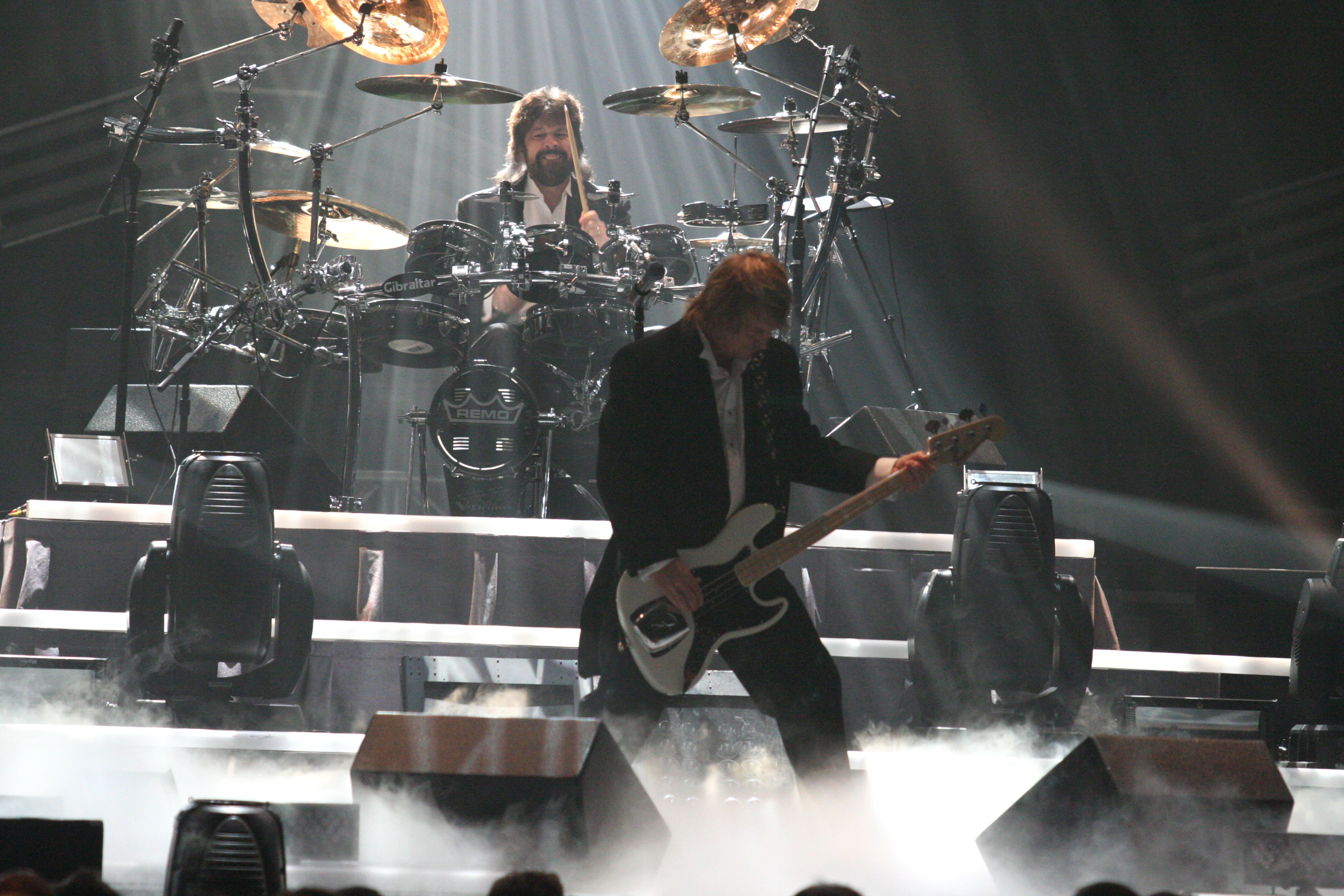
Johnny Lee Middleton e Jeff Plate

Conclusosi il tour per The Wake of Magellan, i Savatage continuarono a concentrarsi sul progetto della Trans-Siberian Orchestra, pubblicando l'album The Christmas Attic. Nel 2000 la band si riunì per comporre un nuovo disco ma dapprima dovette subire l'abbandono di Al Pitrelli, che lasciò il gruppo per unirsi ai Megadeth, e poi la dipartita di Zachary Stevens che scelse di dedicarsi maggiormente alla famiglia.
Jon Oliva decise, pertanto, di sobbarcarsi l'incarico di tornare a cantante in prima persona da studio e, nel marzo 2001, venne pubblicato Poets and Madmen. Il disco, sempre sulla forma della rock-opera, racconta, prendendo spunto da una foto scattata dal fotografo Kevin Carter, la fantasiosa storia di una visita furtiva di tre ragazzi in un manicomio abbandonato, all'interno del quale incontrano un uomo con una triste storia da raccontare. La band reclutò come secondo chitarrista Jack Frost dei Seven Witches e come cantante Damond Jiniya, e partì per l'ennesimo lungo tour mondiale.
Nello stesso anno i Savatage subirono però un nuovo cambio di formazione, con Jack Frost che venne licenziato per ridare posto a Al Pitrelli, allontanatosi dai Megadeth. I Savatage iniziarono così delle sessioni di registrazione per un nuovo album, che si sarebbe dovuto chiamare "Stories" e avrebbe marcato l'esordio in studio di Jiniya, e partirono per un mini tour estivo per il quale Jeff Waters degli Annihilator sostituì temporaneamente Pitrelli, impossibilitato a partecipare a tali date.
Trans Siberian Orchestra e nuovi progetti solisti, dei componenti della band, portarono però via sempre più tempo, ai membri del gruppo, fino ad arrivare ad uno scioglimento mai comunicato ufficialmente ma, di fatto, effettivo dalla fine del 2002. A questo proposito, Jon Oliva rilasciò un'intervista dicendo:
(Jon Oliva)

### Criss Oliva Memorial Concert (2003)

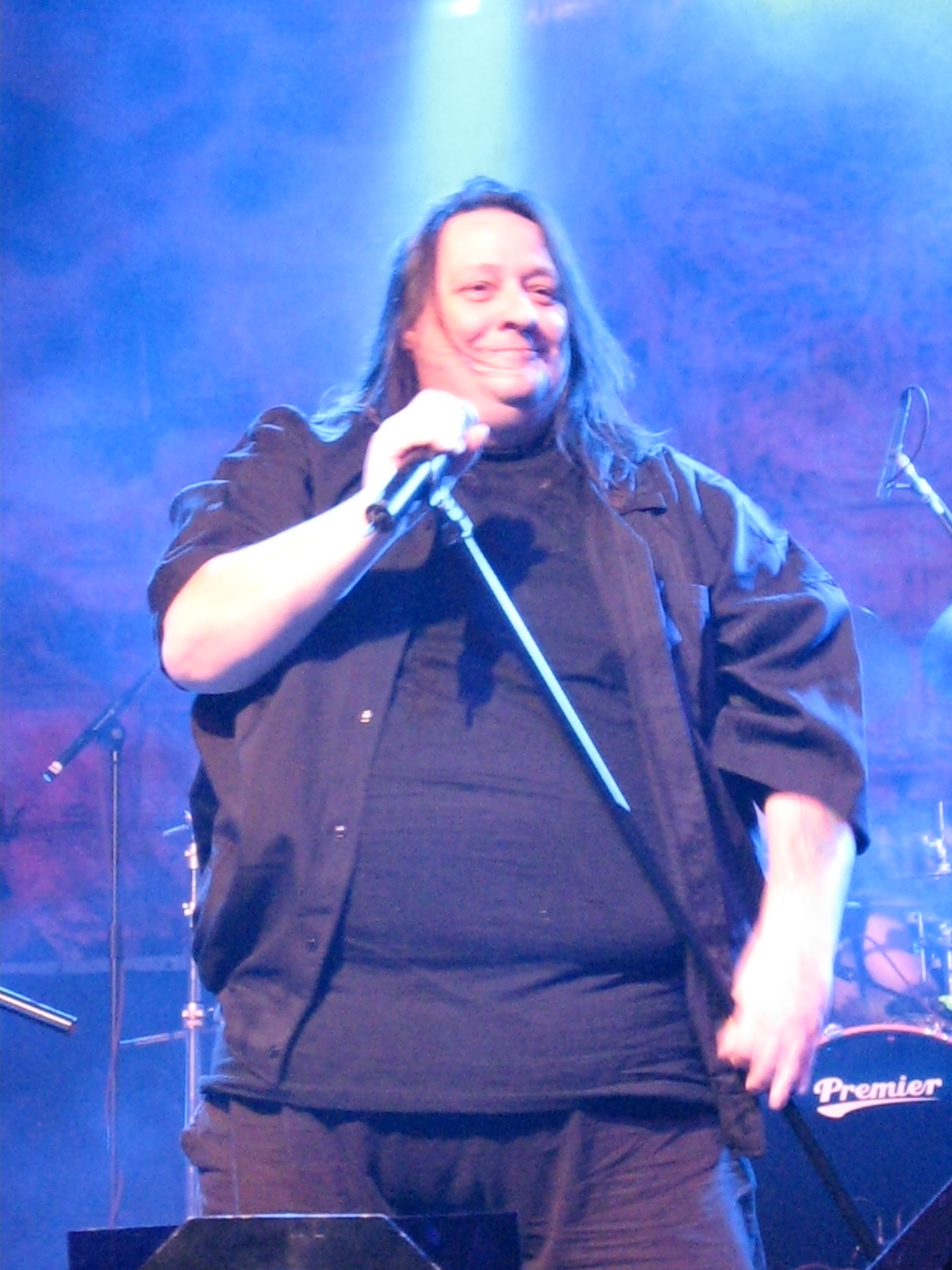
Jon Oliva nel 2007

Il 17 ottobre 2003, al The Masquerade Ybor City di Tampa, a dieci anni dalla sua scomparsa si tenne il Criss Oliva Memorial Concert. Nella giornata si esibirono band quali la nuova formazione di Zachary Stevens denominata Circle II Circle, il nuovo gruppo di Jon Oliva denominato Jon Oliva's Pain, i Doctor Butcher e, come headliner, una speciale formazione (composta da Jon Oliva, Johnny Lee Middleton, Steve "Doc" Wacholz, Chris Caffery e John Zahner) che suonò una selezione di canzoni dagli album dei Savatage con Criss Oliva. Molte parti di Criss furono suonate direttamente da Jon con le tastiere. Lo show non venne registrato per alcun tipo di live album.

### Reunion al Wacken Open Air e morte di Paul O'Neill (2014-oggi)
Il 2 agosto 2014 viene annunciato ufficialmente il primo concerto a nome Savatage da oltre 13 anni, al Wacken Open Air 2015 assieme ad un'esibizione della Trans-Siberian Orchestra, band di cui i membri dei Savatage fanno parte. Il 30 luglio 2015 si esibiscono in contemporanea sui 2 palchi centrali del festival, il Black Stage per i Savatage (con la formazione dell'era Dead Winter Dead) e il True Metal Stage per la TSO, eseguendo brani di entrambe le band. Inizialmente non è stato reso noto se si sia trattato di una reunion permanente, ma in una recente intervista Zak Stevens ha parlato di un futuro per la band che si deciderà durante alcuni incontri a partire dal 1º novembre 2015; ha anche confermato l'entusiasmo di Jon Oliva, in piena fase compositiva, e la possibilità di un tour o di un nuovo album.
Tuttavia la pesante eredità lasciata da Paul O'Neill, deceduto il 5 aprile 2017 lasciando numerosi progetti in lavorazione, getta ulteriori ombre sul futuro della band.
Nel 2025 i Savatage partono per una serie di concerti in Europa e in Sud America con la formazione dei dischi "Dead Winter Dead" e The Wake Of Magellan" , toccando anche il suolo italiano: Jon Oliva non farà parte della tournée per problemi di salute, ma rimarrà dietro le quinte curando scaletta e progetti per la band.
Viene anche annunciata la loro presenza al Wacken 2026 e la registrazione di un nuovo album lo stesso anno.

## Formazione

### Formazione attuale
- Zachary Stevens - voce (1992-2000;2014-presente)
- Chris Caffery - chitarra (1987-1990; 1995-2002; 2014-presente)
- Al Pitrelli - chitarra (1995-1999; 2014-presente)
- Jon Oliva - voce e tastiera (1978-2002; 2014-presente)
- Johnny Lee Middleton - basso (1986-2002; 2014-presente)
- Jeff Plate - batteria (1994-2002; 2014-presente)

### Ex componenti
- Criss Oliva - chitarra (1978-1993; morto nel 1993)
- Steve Wacholz - batteria (1978-1993)
- Keith Collins - basso (1981-1985)
- Alex Skolnick - chitarra (1993-1995)
- Damond Jiniya - voce (2001-2002)

## Discografia

### Album in studio
- 1983 - Sirens
- 1985 - Power of the Night
- 1986 - Fight for the Rock
- 1987 - Hall of the Mountain King
- 1989 - Gutter Ballet
- 1991 - Streets: A Rock Opera
- 1993 - Edge of Thorns
- 1994 - Handful of Rain
- 1995 - Dead Winter Dead
- 1997 - The Wake of Magellan
- 2001 - Poets and Madmen